# Picus erythropygius
Picus erythropygius е вид птица от семейство Picidae.

## Разпространение
Видът е разпространен във Виетнам, Камбоджа, Лаос, Мианмар и Тайланд.